# Středověké dějiny Srbska

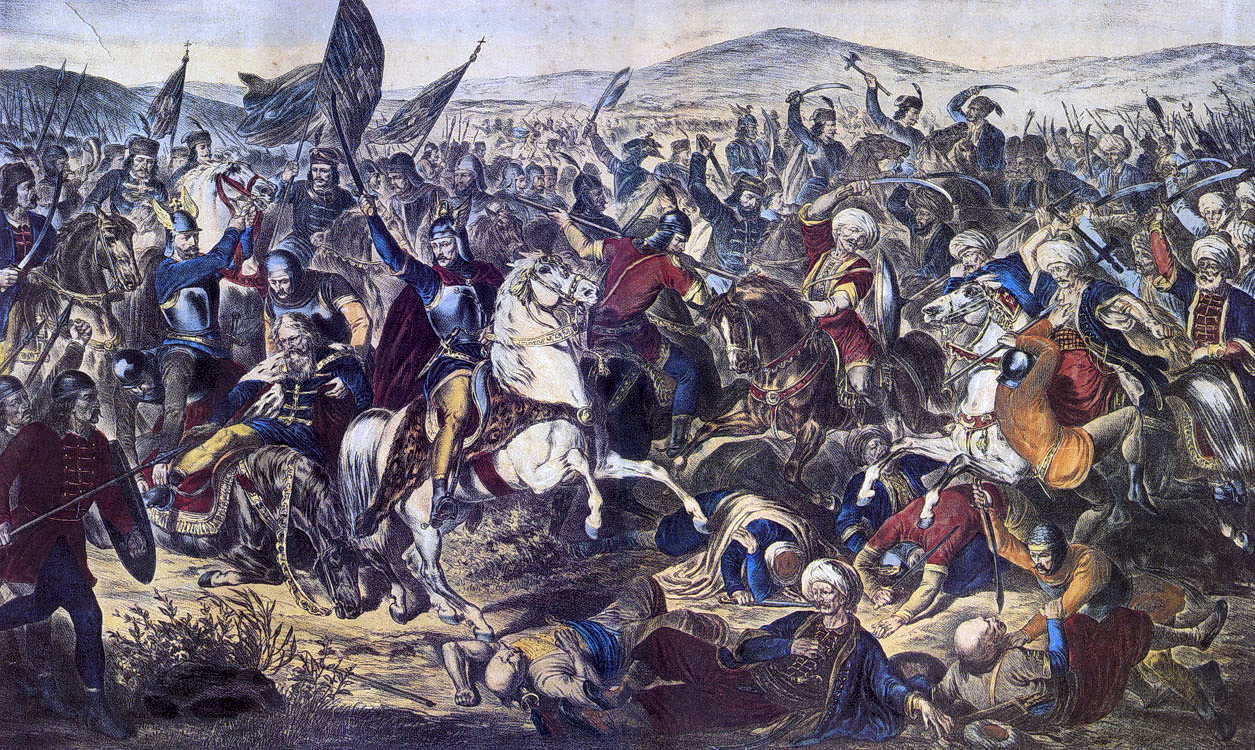
Historické vyobrazení bitvy na Kosově poli

Středověké dějiny Srbska započaly příchodem prvních předchůdců Srbů na dnešní srbské území v 1. polovině 7. století. Zdejší vládcové povětšinou drželi titul županů. Během následujících období ovlivňovala vývoj srbského státu přítomnost dvou významných mocností východního Balkánu, byzantské a bulharské říše. Oba nejstarší srbské státy raného středověku, Raška a Duklja (Zeta), se často stávaly součástí byzantsko-bulharského soupeření. Vzhledem ke své vzdálenosti od kulturních center bylo Srbsko definitivně christianizováno až ve 2. polovině 9. století. Po pohlcení Bulharska Byzancí se zde načas prosadil byzantský vliv, avšak již od poloviny 11. století se dařilo stále účinněji prosazovat srbským vládcům samostatnější politiku. Během obnovení byzantské moci za vlády Komnenovců došlo opět k útlumu srbských aktivit. Naopak od nástupu dynastie Nemanjićů a zejména po čtvrté křížové výpravě, jež byzantskou říši vyvrátila, se více či méně dařilo posilovat srbský vliv. Ačkoliv v zemi převládal zejména později spíše pravoslavný ritus, podařilo se velkému županu Štěpánovi I. získat s pomocí svého bratra Sávy od římské kurie královský titul pro zemi autonomní církevní organizaci. Vrcholné období srbského státu nastalo za vlády Štěpána Dušana, jež získal rozsáhlá území v Makedonii i v Řecku a roku 1346 přijal titul cara. Po jeho smrti se nicméně srbská říše začala rozpadat, což umožnilo z Malé Asie postupujícím osmanským Turkům započít úspěšnou invazi na srbské území. Přes alianci srbských knížat se v bitvě na Kosově poli roku 1389 nepodařilo osmanské nebezpečí odvrátit. Přes pokles osmanské moci na počátku 15. století a spojenectví s Uhrami se nový stát, srbský despotát, nedokázal síle Turků později ubránit. V zemi převládly poraženecké nálady, které vyústily v předání poslední významné srbské pevnosti Smeděrevo Turkům roku 1456. Tím nejen zanikl srbský stát, ale uzavřel se též středověký vývoj srbského etnika, jež mělo po několik následujících staletí žít pod osmanskou nadvládou.

## Politický a společenský vývoj

### Osídlení srbským etnikem

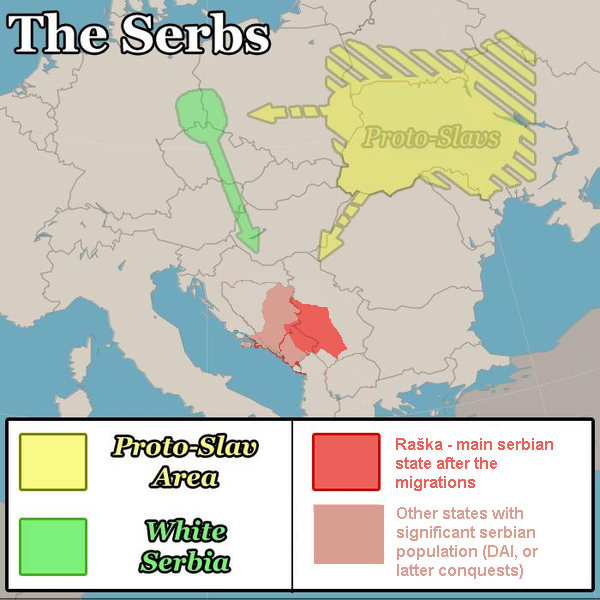
Průběh migrace Srbů na Balkán

Sami Srbové přišli na území svého budoucího státu v rámci poslední z velkých slovanských migrací probíhající od třicátých let 7. století. Románské obyvatelstvo, stáhnuvší se do měst na jaderském pobřeží, během následujících let buď přijalo slovanské zvyky, nebo uteklo do hor. Přes zničení státních struktur a značného kulturního dědictví došlo v pozdějších letech splynutím původního obyvatelstva se Slovany k rozsáhlému vývoji slovanské společnosti a vytvoření nové svébytné kultury.
Původní sídliště srbského etnika nejsou přesně lokalizována. Pravděpodobně žili v oblasti mezi řekami Labem a Sávou, známé jako Bílé Srbsko, odkud se přesunuli na Balkán do oblasti kolem Bělehradu a později se s povolením zdejšího byzantského správce (stratéga) usadili v celé východní oblasti původní římské provincie Dalmatia. Koncem 10. století a na začátku století 11. se již postupně vytvořily významné geopolitické celky. Ve vnitrozemí na západě Bosna, na východě Raška, při pobřeží se usadily také další kmeny, které byly později asimilovány buď Chorvaty, nebo Srby – od západu na východ Neretvané, Zachlumané, Kanalité a na sever od nich Travuňané. Dále na jihovýchod se rozkládala země nazvaná Srby Duklja, později také Zeta, nacházející se na území dnešní Černé Hory.
Politickou a náboženskou orientaci srbských etnik komplikoval v budoucích letech mimo jiné i fakt, že se tyto slovanské kmeny usadily poblíž původního rozdělení římské říše a že se v těchto oblastech střetávaly vlivy římského západního křesťanství a byzantského pravoslaví. Dalším problémem je nevyjasněná hranice s Chorvaty na západě, která se nedá pro vzájemnou příbuznost obou formujících se společenství a přítomnost dalších etnik zřetelně vymezit.

### První srbské státy
Jedním z prvních srbských států, jenž se na území Srbska vytvořil, byla Raška. Od počátku 9. století, kdy se začal tento státní útvar postupně ucelovat, byl vystaven silným vnějším tlakům. Krom snahy Byzance obnovit svůj vliv musela srbská knížata čelit i expanzi bulharské říše. Po většinu 9. století se ale vzájemné konflikty nevyvíjely pro Bulharsko nejlépe. Bulharský nápor dokázala Raška pod vedením Vlastimíra a jeho synů úspěšně odrazit a za vlády tohoto knížete v druhé čtvrtině 9. století došlo i k postupnému upevnění rašského státu. Z bojů mezi Vlastimírovými potomky vítězně vyšel Mutimír, aby poté vládl v Srbsku až do své smrti roku 892.
Po nástupu makedonské dynastie v Byzanci roku 867 se vliv tohoto státu naplno projevil i na území Srbska. Nově nastoupivšímu císaři Basileiovi I. se zde podařilo znovu získat pod svou kontrolu pobřežní města v jižní Dalmácii a definitivně prosadit pokřesťanštění srbských kmenů. Důsledkem soupeření Bulharska a Byzance o vliv nad Raškou došlo k úpadku tohoto srbského státu. Tuto krizi ukončil až Strojimírův vnuk Časlav, původně podporovaný Bulhary. Za jeho vlády došlo k přechodnému upevnění rašského státu, zejména připojením části bosenského území a upevněním mezinárodní pozice, v pozdější době vládl nezávisle s titulem velkého župana. Po jeho smrti v boji s Maďary se ale Raška dostala od poloviny 10. století pod sílící vliv Byzance, jenž byl dále umocněn dobytím bulharského státu byzantskou říší roku 1018. Území Rašky se poté na přechodnou dobu stalo přímou součástí byzantského císařství.

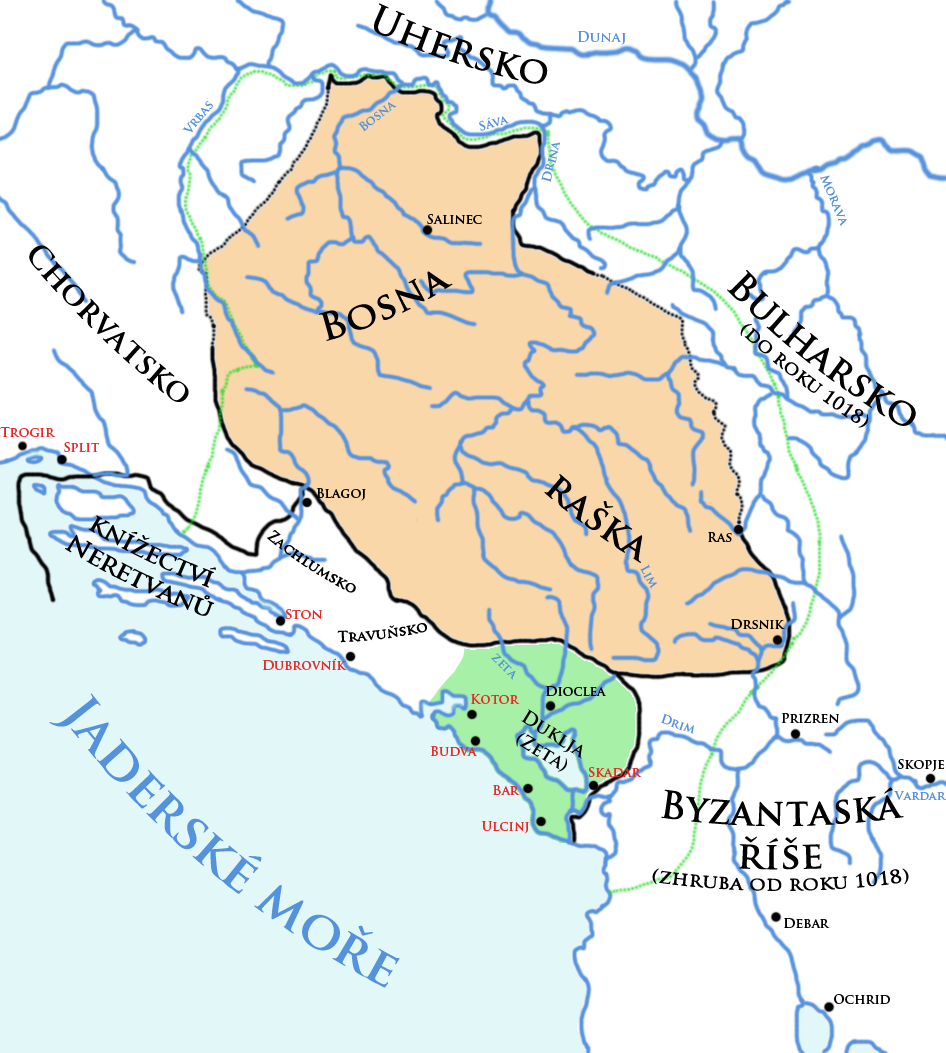
Srbské země během 10. a 11. století:
Oblast pod vládou rašských vládců v 10. století
Knížectví Duklja (Zeta)
Split Města pod byzantskou vládou

Během mocenského úpadku Rašky se centrum historického vývoje srbského státu přeneslo na jih do pobřežního knížectví Duklja. Prvním doloženým vládcem byl velmož jménem Petr. Od konce 10. století po něm nastoupil Jan Vladimír. Za jeho vlády se Duklja zejména díky početným obchodním střediskům na jadranském pobřeží ekonomicky vzmohla natolik, aby mohla do budoucna vést vlastní nezávislou zahraniční politiku. Sám Jan Vladimír byl ale nucen po úspěšném bulharském tažení uznat svrchovanost bulharského cara Symeona, ačkoliv nadále vládl téměř nezávisle. Po jeho smrti roku 1016 a zejména po pádu bulharského státu o dva roky později se načas i Duklja dostala pod správu Byzance. Nedlouho poté se ovšem začal vytvářet proti byzantské nadvládě organizovaný odpor. Do jeho čela se postavil Štěpán Vojislav, jemuž se společně s povstalci z Travuňska a Zachlumska podařilo přes počáteční neúspěchy od Byzance roku 1037 odtrhnout. Jeho nástupce Michal I. využil církevního schizmatu, k němuž došlo roku 1054, a navázal diplomatická jednání s Římem. Jejich výsledkem bylo posílení nezávislosti a prestiže dukljanského knížete – nejdříve ustanovením arcibiskupství v Baru, jež byl pod jeho kontrolou, a poté roku 1077 získáním královské hodnosti od papeže Řehoře VII. Byzanc, tísněná v této době ze západu sicilskými Normany, z východu seldžuckými Turky a trpící opakujícími se pokusy o státní převrat, v této době nebyla schopná účinněji zareagovat.
Vrcholného rozvoje dosáhla Duklja, od roku 1080 zvaná také Zeta, za vlády Michalova syna Konstantina Bodina v letech 1082 až 1101. Využil nadále trvajícího úpadku Byzance a dobyl Rašku i Bosnu. Jako své vazaly zde ustanovil župany Vukana a Marka. Vukana, jenž měl v nově získaných oblastech na starost vojenské záležitosti, i dukljanského knížete v budoucích letech čekalo několik střetů s Byzancí, které končily se střídavými úspěchy pro obě strany. Sám Konstantin Bodin zemřel někdy po roce 1097.
Základními administrativními jednotkami v raném středověku byly župy, které spravovali župani, lokální správci s dědičným titulem a vojenskou i správní autoritou. Nejvýznamnější z nich, velký župan, postupně získával takové pravomoce, až se titul používal jako označení srbského panovníka. Někdy se o srbských vládcích hovoří také jako o knížatech. Tito velcí župani či knížata plnili funkci zákonodárce a v časech války i vojenského velitele. Centrem správních jednotek byly župní hrady, přičemž v pozdějších dobách se některé z nich vyvinuly v rozsáhlejší města.
Vzhledem k nepříliš příznivým klimatickým podmínkám a tím pádem malým výnosům z půdy dávali Srbové přednost chovu dobytka před pěstováním obilovin. Sedláci žili v opevněných dvorcích sestávajících z několika hospodářství. Při pobřeží Jaderského moře nadále kvetl obchod a kontakty s okolním světem, mnohá města si v této době stále zachovala svoje původní římské rysy, disponovala zároveň i správní autonomií. Naopak ve vnitrozemí se takřka žádná města nenacházela, namísto nich zde stály jen opevněné osady, vesnice a sídla velmožů.

### Upevňování srbských knížectví a centralizace panovnické moci

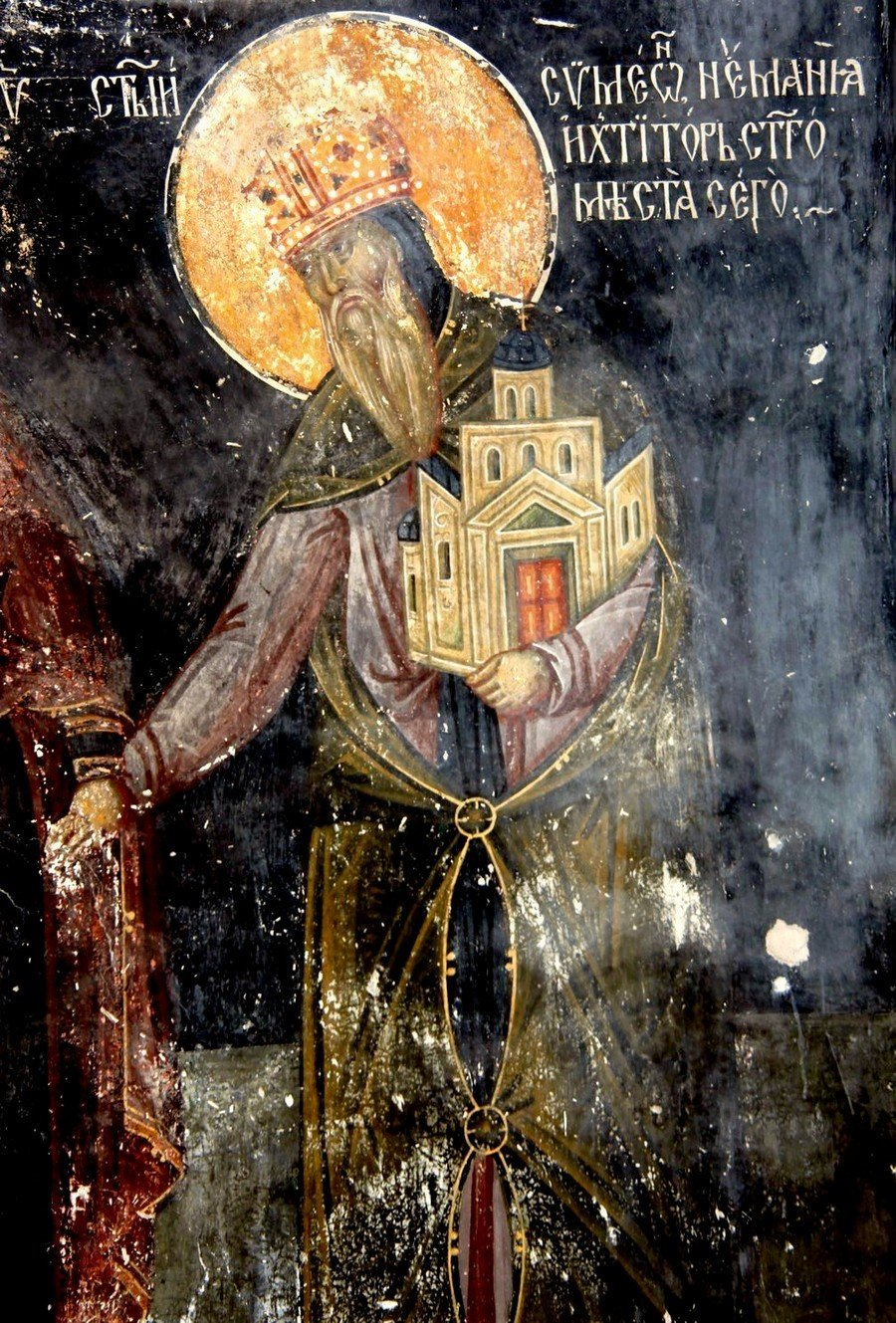
Srbský vládce Štěpán Nemanja

Úmrtí Konstantina znamenalo postupnou ztrátu dominantního postavení Zety v srbské oblasti a vedlo k opětovnému přenesení mocenského centra do Rašky. Ale ani v následujících letech nedokázal tento stát získat samostatné postavení a byl dlouho závislý zejména na byzantské říši. Příbuzní župana Vukana, kteří zde vládli, zejména Uroš I. a jeden z jeho nástupců Uroš II., se pokoušeli využít bojů Byzance s dalším významným státem, Uhrami. Vzhledem k silné vojenské převaze byzantského císařství ale žádný z těchto pokusů neměl dlouhého trvání. Ani krátké spojení Zety s Raškou pod vládou župana Desy nevedlo k obnovení samostatného postavení.
Změna vývoje nastala až za Štěpána Nemanji, zakladatele dynastie Nemanjićů. Sám Štěpán se sice během zápolení o vládu se svými bratry musel několikrát poddat byzantskému císaři Manuelu Komnenovi, ale prohraná bitva byzantského vládce u Myriokefala roku 1176 a jeho smrt o čtyři roky později znamenaly ztrátu dominantního byzantského postavení v jihovýchodní Evropě. Na rok 1183 naplánoval velký srbský župan rozsáhlý útok na byzantská území, který vedl k rozboření a vyplenění řady významných měst sousedících se srbským územím. Štěpán vedl svá vojska také do oblasti jaderského pobřeží, kde se mu poddala zdejší ekonomicky významná města. Dále došlo do roku 1189 i k získání Travuňska, Zachlumska a Zety. Průchod třetí křížové výpravy využil rašský župan vedle navázání kontaktů s Fridrichem Barbarossou i k novým nájezdům na Byzanc a obnovené Bulharsko. V oblasti náboženství se Štěpán Nemanja, který svou vládu opíral i o církevní instituce, zasloužil postupným oslabováním vlivu katolické církve o opětovné upevnění pravoslaví v regionu. Dále také razantně vystoupil proti kacířskému hnutí Bogomilů, ohrožujícím celistvost církevní organizace, a vyhnal jejich vyznavače ze země.
Po skončení třetí křížové výpravy se byzantská říše znovu pokusila zasáhnout proti Rašce. Ale i vítězství byzantských vojsk v bitvě na řece Moravě nedokázalo narušit postavení srbského státu. Přesto se diplomatickým úsilím podařilo konstantinopolskému dvoru zbavit Štěpána roku 1196 trůnu. Na místo velkého župana nastoupil jeho syn Štěpán I. Tomu se podařilo s pomocí svého mladšího bratra Sávy získat nejen od papeže královský titul, ale vymoci si i u pravoslavného patriarchy v Nikáji samostatnou církevní organizaci, do jejíhož čela se jako první arcibiskup postavil právě Štěpánův mladší bratr. Udělením královské hodnosti a uznáním církevní samostatnosti římská kurie očekávala posílení svého vlivu v Srbsku, došlo však k pravému opaku. Pod správou Sávy se srbská pravoslavná církevní organizace dále upevnila a přívrženci římského ritu na srbském území zůstali pouze obyvatelé pobřežních měst, většinou Románi nebo Albánci. Také mezinárodní postavení nově vytvořeného Srbského království bylo upevněno diplomatickými jednáními s Uhry a zejména čtvrtou křížovou výpravou. Její členové namísto výpravy do Svaté země dobyli Konstantinopol a rozvrátili byzantské císařství, čímž byl byzantský vliv na Srbsko prakticky eliminován. Za Štěpánovy vlády, jež skončila jeho smrtí kolem roku 1227, tedy Srbsko dosáhlo skutečného nezávislého postavení jak ve světské, tak církevní oblasti.
Za vrcholného období prodělala hluboké proměny i srbská společnost. Byla posílena role panovníka, ačkoliv správu provincií srbského státu, žup, měli nadále na starosti příslušníci aristokratických vrstev, kteří neváhali prosazovat svá vlastní privilegia na úkor celistvosti státu. Rozsáhlý dvůr, který postupně získával za vlády Nemanjićů četné byzantské rysy, vedl spolu s mohutnějící říší k vytvoření rozsáhlé správní aparatury s mnoha dvorskými úředníky v jejím čele. V tomto období je doložena také nižší šlechta, mající ve správě hospodářství, dvorce a vsi. Tak jako v Byzanci i zde byly známy obdoby západokřesťanského léna, takzvané pronie. Na šlechtických hospodářstvích pracovali nesvobodní rolníci, jež byli vedle práce na panských pozemcích povinni odvádět naturální dávky. Rozvíjel se obchod a řemeslná výroba, objevy nerostných ložisek lákaly horníky, kteří zakládali na srbském území horní města. Spolu s rozvojem obchodu se postupně prosazoval peněžní systém, přičemž první srbské mince jsou doloženy za vlády Štěpána I. Prvověnčaného.

### Vrcholné období středověkého Srbska

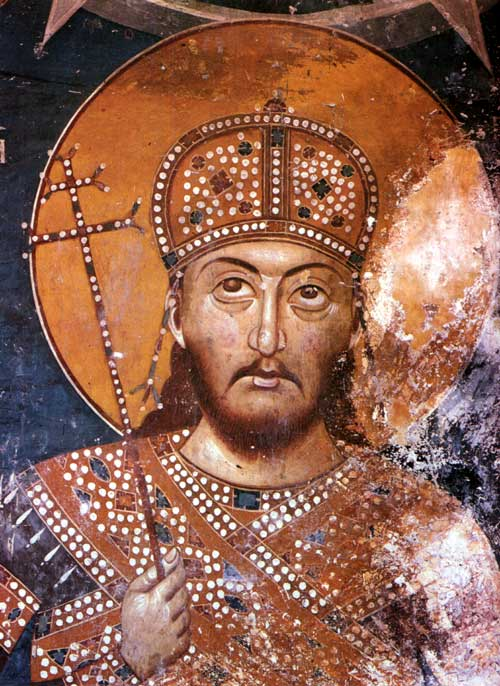
Srbský car Štěpán Dušan

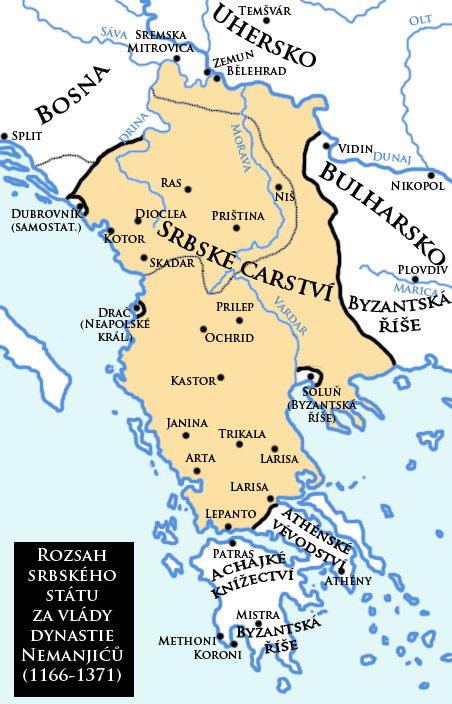
Srbský stát za vlády Nemanjićů:
Rozsah srbské říše za vlády cara Štěpána Dušana

Po přechodném období stagnace způsobeném mocenským vzestupem druhé bulharské říše a epirského despotátu se na srbském trůně prosadil Štěpán Uroš I., který v letech 1243 až 1276 dokázal prosadit srbskou nezávislost. Podobně jako další balkánské státy se i Srbsko postavilo spolu se sicilským králem Manfrédem sílící moci nikájského císařství. Úsilí spojenců bylo ale zmařeno bitvou u Pelagonie, v níž byzantská vojska své nepřátele drtivě porazila. Dva roky nato padly zbytky latinského císařství společně s Konstantinopolí pod moc nikájského císaře. Byzantská říše tak byla obnovena.
Štěpánovi nástupci, společně vládnoucí bratři Dragutin a Milutin, pokračovali v protibyzantské politice. Přes úspěšné povstání proti Karlovi z Anjou na Sicílii, jež bylo podníceno Byzancí, se po různých zvratech podařilo srbským vojskům dobýt podstatnou část Makedonie. Pro byzantskou říši, ohroženou zároveň Tatary a přebíháním byzantských vojevůdců k srbské armádě, nezbylo než přistoupit na diplomatická jednání. Na základě nich byla velká část Srby dobytého území přenechána Milutinovi. Zároveň se srbský král oženil s dcerou Andronika II. Simonidou Palaiologovnou. Sňatek vedl nejen k nastolení míru trvajícímu takřka dvacet let, ale skrze byzantskou princeznu i k pronikání byzantské kultury na srbský dvůr. Zároveň se zdařilo diplomatickými jednáními odvrátit hrozbu nájezdu Tatarů, kteří ke konci 13. století opanovali Bulharsko.
Úspěšně si vedle Milutina vedl i Dragutin, vládnoucí v severní části srbského království. Jakožto zeť manželky uherského krále Ladislava IV. Kumána spravoval území Sremu a Mačvy s městem Bělehradem. Vojenským zásahem připojili bratři dosud nezávislé Braničevsko. Po Dragutinově smrti roku 1316 se však Milutinovi nepodařilo udržet původně uherská území, takže v srbské moci zůstalo jen nedávno získaná oblast Braničevska. Záhy po Dragutinovi zemřel i Milutin. Po jeho smrti vypukla další občanská válka, během níž se osamostatnily některé okrajové oblasti, například Zachlumsko. Vítězem v bojích mezi příbuznými se stal Milutinův syn Štěpán Uroš III., jenž využil oslabení Byzance během bojů mezi Andronikem II. a Andronikem III. a zaútočil na byzantské území. Na stranu Byzantinců se přidali Bulhaři, kteří se se Srby střetli ve velké bitvě u Velbuždu, v níž Srbové s převahou zvítězili. Následovala rozsáhlá expanze do oblasti Makedonie a Řecka, srbské jednotky pronikly také do centra Bulharska, kde načas ustanovily prosrbského vládce Ivana Štěpána.
Vrcholného společenského, mocenského i kulturního rozkvětu dosáhlo Srbsko za vlády Štěpánova syna Štěpána IV. Dušana v letech 1331 až 1355. Poté, co svrhl z trůnu svého otce, se opět vydal do Makedonie, kde dosáhl četných územních zisků. Ohrožen nebezpečím ze severu, kde se proti srbskému království chystal uherský král Karel Robert, uzavřel s Byzancí výměnou za vrácení části dobytých území mír. Když mezi Srbskem a Uhrami naplno propukla válka, podařilo se Srbům zprvu rychlý uherský postup zastavit a několikrát nad nimi zvítězit, což přineslo další územní zisk v podobě Mačvy. Po dobytí Albánie v druhé polovině třicátých let využil Štěpán dlouholeté občanské války mezi byzantskými císaři Janem VI. Kantakuzenem a Janem V. Palaiologem. Během několika let získal na vnitropolitickými boji oslabeném císařství oblasti zahrnující Epirus, Makedonii a celé střední Řecko. Jediné území stále pod kontrolou Byzantinců představovala Soluň, již se Stěpánovi nikdy dobýt nepodařilo. Přesto díky těmto úspěchům dosáhlo Srbsko v oblasti Balkánu pozice skutečné velmoci. Zdůrazňovala to i samostatnost srbské církve, jejíž arcibiskup byl roku 1346 prohlášen patriarchou. Poté došlo 16. dubna 1346 ve Skopji ke korunovaci Štěpána carem Srbů a Řeků. Kolem roku 1350 moc Srbska vrcholila. Záhy se ale na balkánské půdě objevil nový nepřítel – osmanští Turci, kteří roku 1354 získali pevnost Gallipoli ležící na evropské straně Dardanel. Štěpán Dušan, ačkoliv plánoval se proti Turkům postavit, zemřel roku 1355. Záhy nato se jeho rozsáhlá říše rozpadla na menší státní celky, jež v dlouhodobém měřítku nemohly vznikající osmanské říši konkurovat.

### Úpadek a osmanská expanze

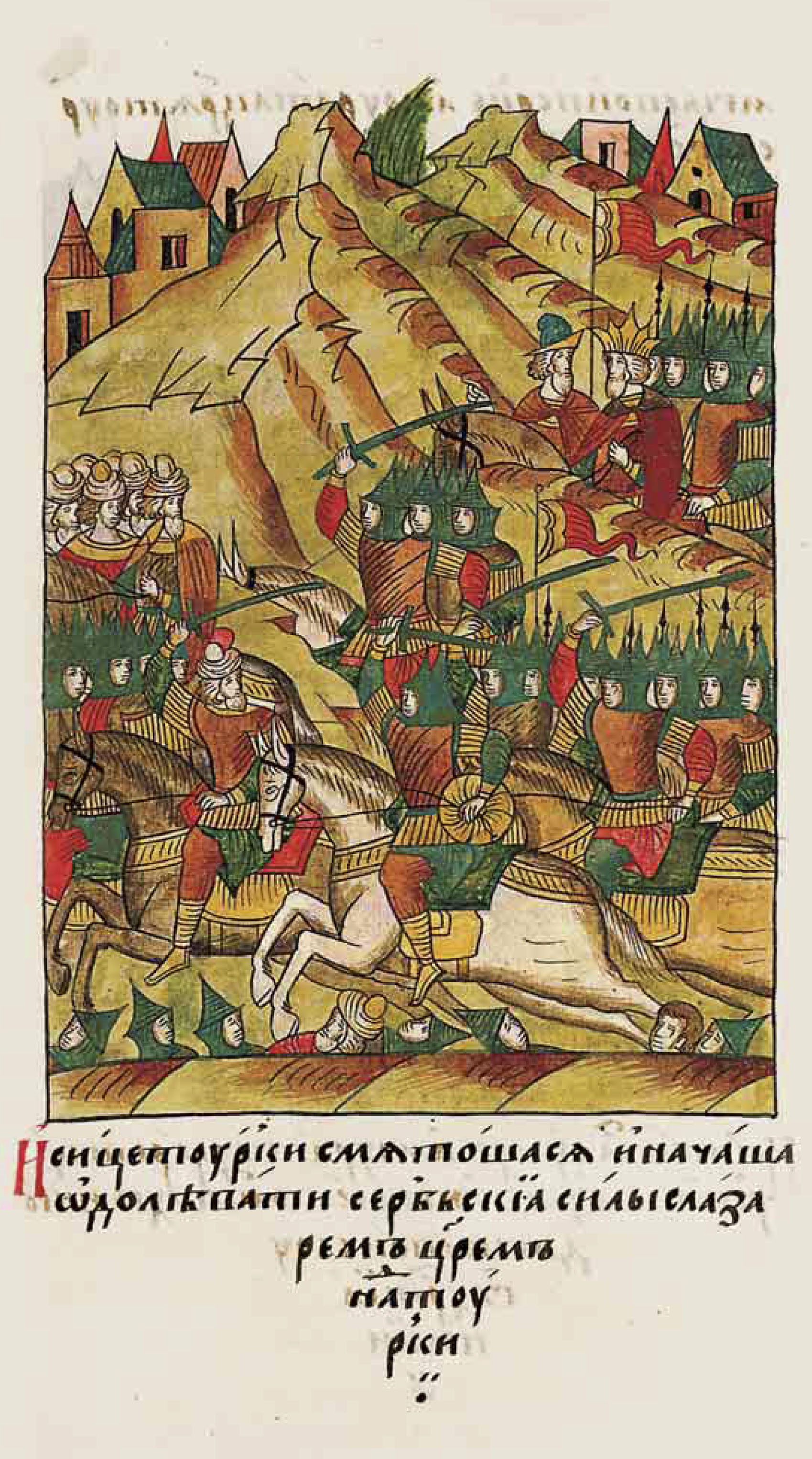
Vyobrazení z bitvy na Kosově poli

Štěpanův syn a nástupce na carském trůnu Štěpán Uroš V. nedokázal zabránit tříštění svého území na drobná nezávislá panství pod vládou představitelů srbské šlechty. V nastalé situaci, kdy se osmanští Turkové probojovávali od Dardanel dále na západ, nedokázaly navzájem si konkurující drobné státy shromáždit dostatek sil, aby Turky porazili. Nejohroženější oblastí byla Makedonie pod vládou Vukašína Mrnjavčeviće. Ten vytáhnul po dlouhých přípravách spolu se svým bratrem Jovanem Uglješou roku 1371 proti tureckému panství. V bitvě u řeky Marici, v níž se obě nepřátelská vojska střetla, však čekala oba bratry a podstatnou část jejich velmožů nejen zdrcující porážka, ale následně i smrt. Zároveň toho samého roku umřel bezdětný Štěpán Uroš V., poslední představitel dynastie Nemanjićů na srbském trůnu. Určitou soudržnost srbských zemí udržovala nadále namísto světské moc spíše srbská pravoslavná církev.
Panovníkem, který se rozhodl postavit Turkům na odpor po bitvě u Marice, byl kníže Lazar Hrebeljanović, vládnoucí ústředním srbským oblastem ze svého opevněného sídla v Kruševaci. Obratnou sňatkovou politikou si zabezpečoval spojenectví s Uhrami, Bulharskem i srbskými vládci, mimo jiné i s vládcem v oblasti Kosova, Vukem Brankovićem. Jakožto uherský vazal získal Lazar do správy Mačvu. Vzhledem ke svému spříznění s rodem Nemanjićů přijal také roku 1377 královskou hodnost.
Turci si mezitím systematicky podmaňovali jednotlivá srbská knížata, ať už formou vazalských slibů, či kompletním obsazením území. Mnozí původně nezávislí svobodní vládci tak byli nuceni vysílat k Turkům pomocné sbory a platit osmanskému panovníkovi tribut. Od osmdesátých let začali se stále větší intenzitou pronikat i do samotného Srbska. Po dílčích úspěších křesťanských vojsk došlo roku 1389 k rozsáhlé bitvě na Kosově poli. Zde stanuly spojená vojska srbského krále Lazara, bosenského vládce Tvrtka I., Vuka Brankoviće a četných oddílů z dalších křesťanských oblastí v Evropě proti osmanské armádě. Přesto mohutný turecký útok nedokázala oslabit ani vražda sultána Murada I. Na místo zemřelého osmanského vládce nastoupil jeho syn Bayezid I. Ildirim (Blesk), jenž svými velitelskými schopnostmi zamezil vypuknutí paniky v osmanském vojsku. Výsledek bitvy přes značné oběti na obou stranách pravděpodobně dopadl nerozhodně, avšak v tureckém zajetí uvízl velitel srbských vojsk kníže Lazar, který byl záhy nato popraven. V bitvě našla smrt také řada předních srbských šlechticů. Jakkoliv bitva dopadla nerozhodně, dalšímu pronikání Turků do Evropy nezabránila. Osmané dále prosazovali na Balkáně svojí vůli – po smrti makedonského vládce a tureckého vazala Mirči Starého roku 1395 opanovali i jeho území, čímž získali pod svou kontrolu celou Makedonii. Ani vojenská výprava ze západní a střední Evropy uskutečněná o rok později neuspěla, skončila porážkou u Nikopole. Velkou ránu osmanské moci přinesla až bitva u Ankary v Malé Asii, kde nad nimi zvítězil mongolský vládce Tamerlán. To přineslo srbským zemím několik let na konsolidaci sil.

### Konec srbské samostatnosti

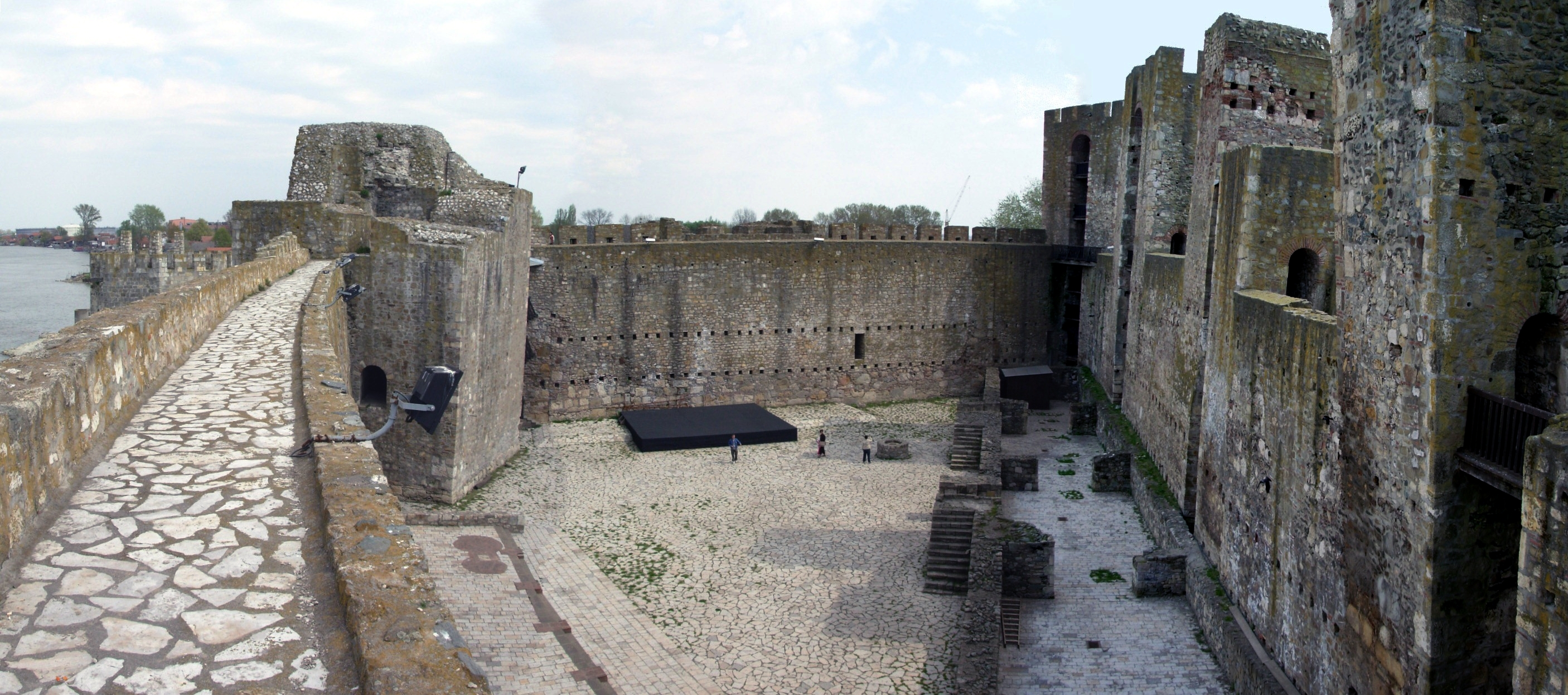
Smeděrevská pevnost

Po bitvě na Kosově poli se mezi srbskými vládci nejvíce prosadil Štěpán Lazarević. Původně vládl jako turecký vazal, ale smrt sultána Bayezida a následné bratrovražedné války v osmanské říši umožnili Štěpánovi vymanit se z muslimské nadvlády. Diplomatické schopnosti uznal i konstantinopolský dvůr, který roku 1402 udělil srbskému vladaři vysokou hodnost despoty. Vazalským slibem si také získal přízeň uherského krále Zikmunda Lucemburského, který předal Štěpánovi oblast Mačvy i s územím Bělehradu. Srbský despota Bělehrad silně opevnil, výhodná poloha navíc umožňovala městu dočasný rozkvět jakožto obchodního centra. Po Štěpánově smrti zde získali vládu příslušníci dynastie Brankovićů. Ti se museli na základě dohod se Zikmundem z oblasti Bělehradu stáhnout a vybudovali novou rozsáhlou pevnost zvanou Smederevo. Přes snahy o ozbrojený odpor postup Osmanů nadále pokračoval. Roku 1444 porazili u Varny další křížovou výpravu vedenou uherským králem Vladislavem III. a nedlouho poté padla roku 1453 do jejich rukou i Konstantinopol.
Přes spojení se správcem uherského státu Janem Hunyadim nedokázali Brankovićové nadále účinně odporovat osmanské moci. Za rozsáhlého plenění, vyvražďování a odvádění zajatých lidí do otroctví postupně získávali další území. Posledním úspěchem bylo odražení velké osmanské armády u Bělehradu roku 1456. K chaosu v zemi přispěla smrt srbského despoty Jiřího Brankoviće téhož roku. Oslabené Srbsko, v němž probíhaly mocenské boje mezi jeho nástupci, nebylo již schopno po dlouhou dobu dále odporovat a v zemi se začaly šířit poraženecké nálady. Ty nakonec vyústily v předání největší srbské pevnosti Smederovo Turkům roku 1459. Srbský stát tak přestal na dalších více než 350 let existovat.

## Kultura středověkého Srbska

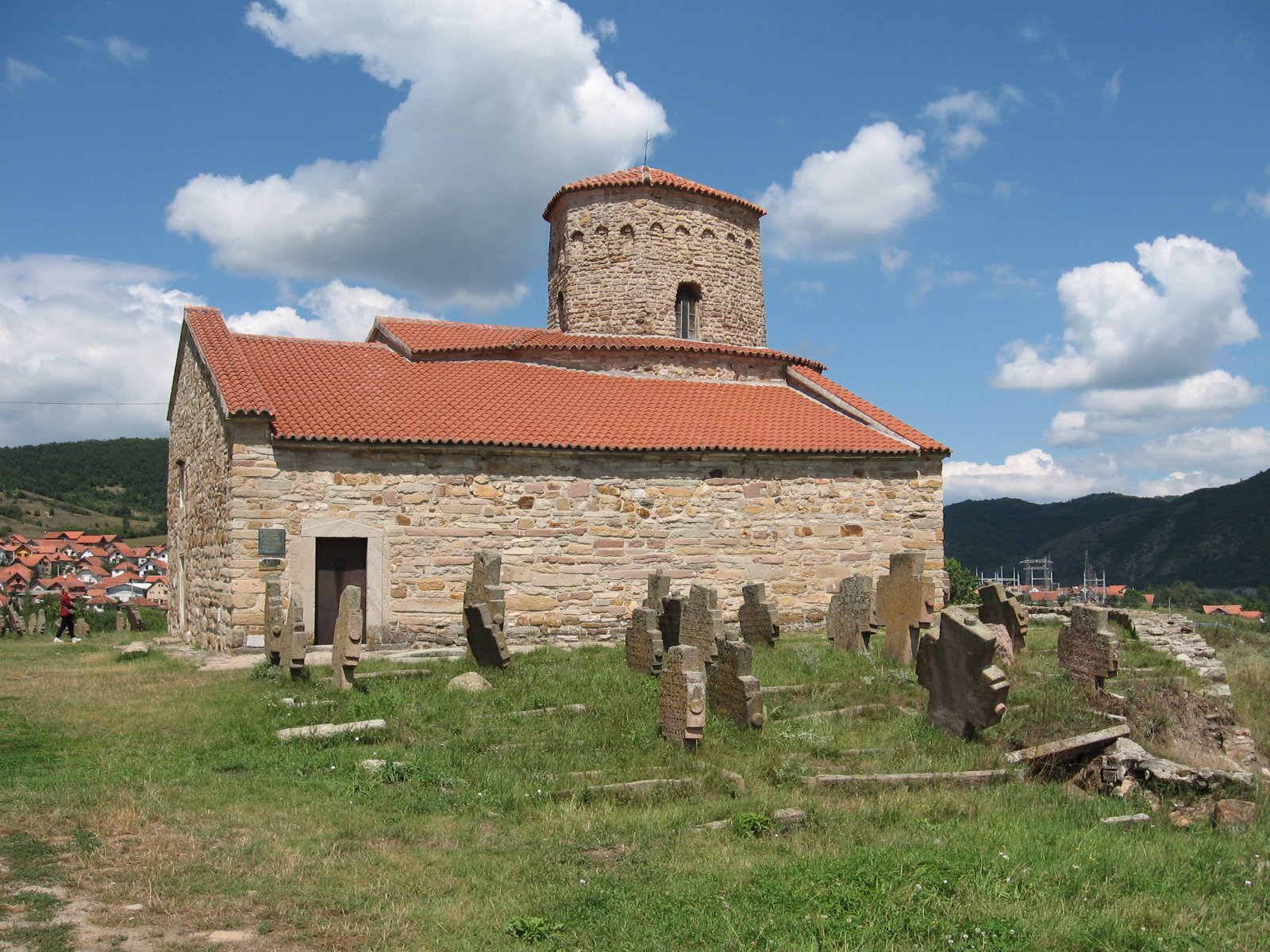
Kostel svatého Petra, pocházející zhruba z 8. až 10. století

Ráná srbská středověká kultura nepředstavovala souvislejší celek, a to vzhledem k různému vývoji ve vnitrozemí a na pobřeží. Zatímco pobřežní oblasti navazovaly na římské a byzantské dědictví, vnitrozemské oblasti šly ve vývoji kultury odlišnou cestou, spjatou zejména s christianizací, jež se prosadila v srbských zemích v 9. století. Vzhledem k ovlivnění řeckou, latinskou i staroslověnskou kulturou srbské písemnictví představovalo spojení těchto tří prvků. Ze zachovaných památek známe zejména Letopis popa Dukljanina pocházející z 12. století, ve kterém jsou uvedená zkrácená díla z předchozích dob – Kronika srbských knížat, Dukljanský rukopis a nejstarší zdejší slovanská Legenda o svatém Vladímírovi. Spis byl původně napsán slovanským jazykem a až později přeložen do latiny. Spolu s uvedením křesťanské kultury se začaly na srbském území budovat i církevní stavby. Nejstarším srbským kostelem je kostel svatého Petra, zbudovaný v tehdejším rašském sídelním městě Rasu. Velký stavební ruch probíhal ale spíše u jaderského pobřeží, kde architektura navazovala taktéž na byzantské vzory – z raného středověku zde pocházejí například kostely svatého Trifona v Kotoru, svatého Marka taktéž poblíž Kotoru a svatého Michala ve Stonu. Kostely byly často vyzdobeny freskami, jež navazovaly na byzantský, případně románský styl.

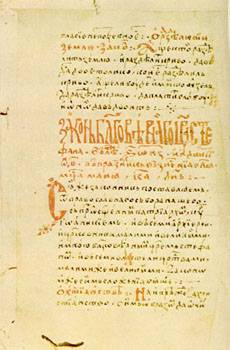
Zákoník cara Dušana, vydaný roku 1349

V době vrcholného vývoje srbského státu ve 13. a 14. století došlo i k rozvoji kultury, vedle architektury také v literární činnosti, kde žánrově převažovaly biografie. Té se kromě Štěpána Prvověnčaného či svatého Sávy věnovali i další autoři, například Domentijan se svým Životem svatého Sávy, Teodosijem, který sepsal taktéž vedle Sávovu hagiografii, Danilo Stariji, mezi jehož díla patří biografie Štěpána I. Uroše, Dragutina i Milutina. Soubor těchto děl byl sepsán do uceleného sborníku Životy srbských králů a arcibiskupů, zvaný též Carostevnik či Rodoslov. Milutinův život sepsal také srbský patriarcha Danilo III. v díle Milutinovo kratke žitije. Úspěšná zahraniční politika a úspěchy srbských vládců vedly ke stavbě množství budov, jež byly budovány v novém vardarsko-byzantském stylu. Do této skupiny patří například kostel svaté Bohorodičky Hogidtrije v Peći, chrám svaté Bohorodičky Ljevišské či klášter Matejić, všechny zbudované v prvních desetiletích 14. století. Důležitým počinem se stalo vydání právní sbírky Zákoník cara Dušana roku 1349. V této zákonodárné práci jsou vymezena práva a povinnosti aristokracie, stejně však i zabezpečuje vztah poddaného k vrchnosti. V zákoníku se již také objevuje idea právního státu.
I v pozdější době, za přímého ohrožení osmanskou mocí, vznikala další významná díla, například skladba Historické slovo, vyprávějící o bitvě na Kosově poli, z roku 1392. V pozdějších letech se na tematiku Kosovského pole zaměřilo mnoho dalších skladeb. Na srbském území působili mimo jiné i uprchlíci z míst dobytých Turky, z nichž největší význam měli zejména dva Bulhaři Grigorij Camblak a Konstantin Kostenečki. Z podnětu srbského Despoty Štěpána Lazareviče vzniklo také množství překladů byzantských kronik, jež byly v té době na Balkáně značně oblíbené. V architektuře se v této době prosadila takzvaná moravská škola charakteristická půdorysem připomínajícím trojlístek. Mezi stavby z této doby patří kláštery Lazarica a Ravanica. Budovaly se také komplexy chráněné opevněním, například klášter Resava.